# Campoletis patsuiketorum
Campoletis patsuiketorum là một loài tò vò trong họ Ichneumonidae.